# Christin Hussong
Christin Hussong (née le 17 mars 1994) est une athlète allemande, spécialiste du lancer du javelot, championne d'Europe en 2018 à Berlin.

## Biographie
Christin Hussong obtient sa première médaille nationale, en bronze, à l'âge de 15 ans, aux championnats d'Allemagne U18 de 2009. Elle remporte le titre l'année suivante, et en 2011 les championnats du monde U18.
Le 15 juin 2014 elle dépasse pour la première fois la barre des 60 m en remportant les championnats d'Allemagne U23 à Wesel. Avec un lancer à 63,34 m au meeting de Lucerne, elle réussit les minima pour les championnats d'Europe de Zurich , où elle prend la 7e place.
En 2015 elle poursuit sa progression avec un titre aux championnats d'Europe espoirs de Tallinn, où elle améliore son record d'Allemagne U23 avec 65,60 m. Aux championnats du monde de Pékin elle réussit 65,92 m en qualifications, puis termine 6e de la finale.
En 2016 elle remporte son premier titre national senior à Cassel et porte son record à 66,41 m. Mais elle ne franchit pas le cap des qualifications aux championnats d'Europe, et pour ses premiers Jeux olympiques elle termine 12e.
Le 10 août 2018, dans le stade olympique de Berlin, Christin Hussong remporte la médaille d'or des championnats d'Europe et établit un nouveau record des championnats (et personnel) avec un jet à 67,90 m. Elle devance de plus de 6 mètres la Tchèque Nikola Ogrodníková (61,85 m) et la Lituanienne Liveta Jasiūnaitė (61,59 m).
En 2019, elle ne se classe que 4e des championnats du monde à Doha avec 65,21 m.
L'année 2021 voit Christin Hussong remporter neuf concours consécutifs, à commencer par Coupe d'Europe des lancers à Split, en passant par les championnats d'Europe par équipes, où son lancer à 69,19 m la place au 8e rang mondial de tous les temps. Sa seule contre-performance de l'année se situe aux Jeux olympiques de Tokyo où elle ne prend que la 9e place. En fin d'année elle s'adjuge la victoire à la Ligue de diamant, ce qui lui rapporte un gain de 30 000 dollars et une place aux championnats du monde de 2022.
En 2022, surmontant sa déception des JO, elle lance à près de 65 m dans un meeting en Autriche. Le 11 juin, au meeting local à Deux-Ponts, une faute technique la fait chuter lors d'un essai. Blessée légèrement au genou, elle se désiste des championnats du monde, puis le COVID la contraint à renoncer également aux championnats d'Europe de Munich. Il s'ensuit une période difficile, qui fait qu'elle met un terme à sa saison.
En 2023 elle remporte son 6e titre national avec un lancer à 56,72 m. Son meilleur lancer de la saison à 60,88 m ne lui permet pas de s'aligner aux championnats du monde.

## Palmarès
| Date | Compétition                          | Lieu              | Résultat | Marque  |
| ---- | ------------------------------------ | ----------------- | -------- | ------- |
| 2011 | Championnats du monde cadets         | Villeneuve-d'Ascq | 1re      | 59,74 m |
| 2012 | Championnats du monde juniors        | Barcelone         | 7e       | 53,20 m |
| 2013 | Championnats d'Europe juniors        | Rieti             | 2e       | 57,90 m |
| 2014 | Championnats d'Europe                | Zurich            | 7e       | 59,29 m |
| 2015 | Championnats d'Europe espoirs        | Tallinn           | 1re      | 65,60 m |
| 2015 | Championnats du monde                | Pékin             | 6e       | 62,98 m |
| 2016 | Coupe d'Europe hivernale des lancers | Arad              | 1re      | 61,80 m |
| 2016 | Jeux olympiques                      | Rio de Janeiro    | 12e      | 57,70 m |
| 2017 | Coupe d'Europe hivernale des lancers | Grande Canarie    | 3e       | 59,00 m |
| 2017 | Universiade                          | Taipei            | 5e       | 60,59 m |
| 2018 | Coupe d'Europe hivernale des lancers | Leiria            | 2e       | 60,02 m |
| 2018 | Championnats d'Europe                | Berlin            | 1re      | 67,90 m |
| 2018 | Coupe continentale                   | Ostrava           | 2e       | 62,96 m |
| 2019 | Ligue de diamant                     | Ligue de diamant  | 4e       | 62,81 m |
| 2019 | Championnats du monde                | Doha              | 4e       | 65,21 m |
| 2021 | Coupe d'Europe des lancers           | Split             | 2e       | 66,44 m |
| 2021 | Jeux olympiques                      | Tokyo             | 9e       | 59,94 m |
| 2021 | Ligue de diamant                     | Ligue de diamant  | 1re      | Javelot |
| 2024 | Championnats d'Europe                | Rome              | 4e       | 61,92 m |

### National
- Championnats d'Allemagne d'athlétisme :
  - Vainqueur du lancer du javelot en 2016, 2018-2021, 2023, 2024

## Records
| Épreuve           | Marque  | Lieu    | Date        |
| ----------------- | ------- | ------- | ----------- |
| Lancer du javelot | 69,19 m | Chorzów | 30 mai 2021 |